# Francesco Griselini
Francesco Griselini  ou Francesco Greselin (Veneza,  1717 — Milão, 1787) foi um naturalista e botânico italiano.

## Fonte
- AA.VV. Dicionário Biográfico dos Italianos, Roma, 2002.